# ناحیه وادی الفضه
ناحیه وادی الفضه (به عربی: دائرة وادی الفضة) یک ناحیه در الجزایر است که در استان الشلف واقع شده‌است.